# Matthias Mink
Matthias Mink (* 31. Juli 1967 in Villingen) ist ein deutscher Fußballtrainer und ehemaliger Fußballspieler.

## Karriere als Spieler
Matthias Mink begann mit dem Fußballspielen beim DJK Villingen. Danach kam er zum FV Donaueschingen. 1992 wurde er vom SC Fortuna Köln verpflichtet. In sieben Spielzeiten bestritt er 156 Zweitligaspiele, in denen er vier Tore erzielte. Am 13. Juni 1999 beendete er im Trikot von Fortuna Köln seine aktive Profikarriere.

## Karriere als Trainer
Mink begann seine Karriere als Trainer in der Saison 2006/07 im Nachwuchsleistungszentrum von Alemannia Aachen. Im Juli 2007 wurde er Trainer von Fortuna Köln und stieg mit seiner Mannschaft am Ende der Spielzeit in die neugegründete NRW-Liga auf (Oberliga Nordrhein-Westfalen). Im April 2010 schloss Mink die Fußball-Lehrer-Ausbildung an der Hennes-Weisweiler-Akademie der Sporthochschule Köln erfolgreich ab. Im vierten Jahr als Cheftrainer bei Fortuna Köln (Saison 2010/11) gelang der Aufstieg in die Regionalliga-West. Zur Saison 2011/12 wurde Mink Chef-Trainer der U-23-Mannschaft von Bayer 04 Leverkusen, die ebenfalls in der Regionalliga-West spielte. Ab der Saison 2012/13 arbeitete er an der Seite von Ralf Minge und war weiterhin für die U-23 mitverantwortlich. Anfang 2014 wechselte er zum KSV Hessen Kassel und wurde dort Cheftrainer. Am 13. Mai 2015 besiegte er mit seinem Team den VfB Giessen mit 2:1 und wurde Hessenpokalsieger. Sein Vertrag lief bis Sommer 2016.
Von Mai 2016 bis März 2019 war Mink Trainer beim TSV Steinbach. Er gewann am 21. Mai 2018 mit dem TSV Steinbach den Hessenpokal und zog so in den DFB-Pokal ein. Im Juli 2020 übernahm er das Traineramt beim Regionalligisten FC 08 Homburg.

## Privates
Mink ist verheiratet und hat drei Kinder.